# 矢中龍次郎
矢中 龍次郎（やなか りゅうじろう、1879年5月3日 - 1965年4月19日）は、日本の実業家、建材研究家、発明家。
主にセメントの防水防湿に関する研究に取り掛かり、大豆を原料としてセメント防水剤「マノール」を発明した。紫綬褒章受章者。

## 人物・経歴
茨城県筑波郡北条村（現つくば市北条）に矢中紋作・みねの子として生まれる。北條小学校卒業後に上京し、野口寧斉塾に学び、儒学を学びながら、興味のある化学を独習した。明治28年４月　東洋堂に入社、風俗画報の編集に従事した。徴兵で入営し、陸軍近衛歩兵第一聯隊第一中隊陸軍歩兵伍長に、1904年（明治37年）に歩兵軍曹となり、日露戦争に出征、転戦後凱旋し、金鵄勲章を授与された。
1907年（明治38年）穴原商会に入社、1906年（明治39年）満州に渡り大連支店長を経て、矢中商会を創設した。当時は、建築建材を輸入に頼っていたため「建築材料のような重量のものを輸入に待つのは得策ではない、むしろ現地の原料を化学的に研究して、輸入品を凌ぐ製品を造れば、一挙両得」と考え、関東都督府及び南満州鉄道株式会社に上申、南満州鉄道株式会社中央試験所応用化学課長であった工学博士鈴木庸生の技術指導をうけながら、1910年（明治43年）、関東都督府より発明保護奨励金の下附を受け私立化学研究所（満州市大連）を設立、セメント防水剤「マノール」などを発明した。
1921年（大正10年）東京に事業を移し、東京府荏原郡荏原町大字蛇窪に油脂化工社（現：株式会社マノール）を設立し、平和記念東京博覧会（1922年　上野公園）にも出展。製造販売するセメント防水剤「マノール」は国会議事堂を初め、東京の各新聞社、電話交換局から歌舞伎座や銀座松坂屋等、に使用された。
日本家屋の欠点は、「千年も保ちうる木材をして数年で腐朽腐食せしめるとことにある」とし火災以上に腐朽腐食による損害は巨額であり、これを克服して初めて日本家屋の真価があると考えて、防水建材の研究に邁進した。
また、矢中式防火板、矢中式陸屋根、着色剤「山富貴酸化黄」など数々の特許・実用新案を取得し製品化した。
1924年（大正13年）帝都復興建築資料展覧会の委員に就任、展覧会終了後に創設した社団法人建築資料協会の理事に就任した。
1935年（昭和11年）帝国発明協会表彰、東京都知事表彰などを受け、1955年（昭和30年）4月15日、発明を通じて世をひ益するとこと大なるものがある、と認められ、紫綬褒章を授与された。
1938年（昭和13年）郷里の茨城県筑波郡筑波町北条（現在の茨城県つくば市北条）に住宅を着工、生まれ故郷に「日本の木造建築は本来こうあるべきであるというモデルを作って実際に試験して見よう」と考え自身の研究成果を盛り込んだ邸宅を建築した（昭和28年）竣工。
1946年（昭和21年）セメント防水剤協同組合理事長。
1965年（昭和40年）4月19日死去。墓所は菩提寺である梅松山光明寺無量院（茨城県つくば市北条）。
2023年9月につくば市北条に建設した邸宅（現在の旧矢中家住宅）が国指定重要文化財に指定された。